# Eros Veneziani
Eros Veneziani est une marque italienne de lingerie haut de gamme produite et distribuée par la société Lo Sfizio SRL, créée par le styliste du même nom, dont le siège se trouve à Ceto, dans la province de Brescia, en Lombardie.

## Historique
À l'origine Eros vénéziani diffusa ses créations sous la marque "Lo sfizio". Par la suite les collections sortirent à son nom mais toujours diffusée et fabriquée par la société  "Lo sfizio Srl" dont le siège social est aujourd'hui à Ceto (Brescia), un petit village entouré par les Alpes lombardes.
Trois personnes sont à la tête de cette diffusion de lingerie et tenues sexy, ce sont: Eros, Aldo et Claudia.
Chacun d'eux a son travail spécifique : Marketing et gestion pour Aldo et Claudia, et Eros qui conçoivent et créent les styles.
Le secret de leur réussite une parfaite harmonie, des compétences très distinctes.
Deux fois par an EROS Vénéziani élargit sa collection de base, en ajoutant toujours de nouveaux modèles de lingerie et de tenues.
Le marketing est entièrement géré par la société elle-même.
Les articles de lingerie EROS Vénéziani sont fabriqués exclusivement en Italie, la conception, les matériaux et toute la production de leurs produits sont entièrement réalisés en Italie.
La lingerie EROS Vénéziani est recherchée par un public divers et varié.
Il cherche à satisfaire les amateurs de sous-vêtements sexy ou plus classique sans oublier ceux, pour qui transgresser, oser, dépasser les tabous est une réelle philosophie de vie et attire les autres qui recherchent plus simplement de l'originalité, du piment.

## Collections
Eros Veneziani propose une grande variété de sous-vêtements sexy (slips, strings, tangas, boxers, t-shirts, débardeurs…), maillots de bain, mais également des bijoux et des accessoires pour les pratiques sadomasochistes.
La marque se veut ouvertement sexy, originale et provocante, témoin le style souvent très recherché et coloré des articles. Les matières utilisées sont la plupart du temps synthétiques (polyamide, polyester…) afin d'assurer un effet très près du corps ou encore de produire des motifs colorés complexes. La résille est également très présente.
L'aspect sexy est aussi mis en avant par une sélection systématique de mannequins au physique stéréotypé pour présenter les articles: hommes musclés et épilés, femmes minces à la forte poitrine…
On remarquera aussi qu'à part l'article qu'ils présentent, ils posent généralement entièrement nus.